# Glazba u 1950.
◄◄ | ◄ | 1947. | 1948. | 1949. | 1950.  | 1951. | 1952. | 1953. | ► | ►►
Arhitektura • Astronautika • Astronomija • Biologija • Film • Fotografija • Glazba • Kazalište • Kemija • Kiparstvo • Knjige • Književnost • Kršćanstvo • Meteorologija • Medicina • Planinarstvo • Politika • Pravo • Promet • Slikarstvo • Strip • Šport • Televizija • Znanost • Zrakoplovstvo • Željeznički promet
Glazba u 1950.

## Svijet

### Rođenja
- 21. siječnja – Billy Ocean
- 1. veljače – Mike Campbell
- 6. veljače –  Natalie Cole
- 12. veljače – Steve Hackett
- 13. veljače – Peter Gabriel
- 18. veljače – Cybill Shepherd
- 11. ožujka – Bobby McFerrin
- 16. ožujka – Emiko Shiratori
- 22. ožujka – Goran Bregović
- 26. ožujka – Alan Silvestri
- 27. ožujka – Tony Banks
- 10. travnja – Eddie Hazel
- 22. travnja – Peter Frampton
- 13. svibnja – Stevie Wonder
- 17. svibnja –  Howard Ashman
- 3. lipnja – Suzi Quatro
- 4. lipnja – Dagmar Krause
- 5. srpnja – Huey Lewis
- 12. srpnja – Eric Carr
- 10. rujna – Joe Perry
- 2. listopada – Mike Rutherford
- 18. studenoga – Graham Parker
- 22. studenoga –  Steven Van Zandt

## Vanjske poveznice
|  | Zajednički poslužitelj ima još gradiva o temi Glazba u 1950. |